# Pyrocephalus obscurus
Pyrocephalus obscurus là danh pháp khoa học của một loài chim thuộc bộ Sẻ trong họ Đớp ruồi bạo chúa được tìm thấy trên khắp Nam Mỹ và miền Nam Bắc Mỹ. Màu đỏ son là một đặc điểm giúp chúng trở nên nổi bật so với những loài cùng họ. Chim trống có đỉnh đầu, ngực cùng phần bụng đỏ tươi với cánh và đuôi màu nâu; trong khi chim mái có màu nâu sẫm nên dễ bị nhầm lẫn với Sayornis saya. Khi hót, Pyrocephalus obscurus phát ra âm thanh pit pit pit pi-trờ-ờ-ờ-iiii-trờ-ờ-ờ. Âm thanh này thường có giai điệu khác nhau, đóng vai trò quan trọng trong việc thiết lập lãnh thổ riêng. Loài này ưa thích những vùng đất ven sông lẫn môi trường bán mở, ăn côn trùng và săn mồi ngay trong khi đang bay. Quá trình thay lông của chúng thường bắt đầu vào mùa hạ và diễn ra trong vài tháng.
Về mặt tổ chức xã hội, Pyrocephalus obscurus có lối sống đơn phối ngẫu, nhưng thỉnh thoảng lại tham gia giao phối ngoại đôi. Trong một vài trường hợp, những cá thể mái còn thực hiện ký sinh nuôi dưỡng, khi đẻ trứng trong tổ của một cá thể khác. Tổ của loài chim này nông, trống trải, có dạng hình cái chén. Trứng của chúng có màu trắng xen lẫn vài đốm nâu. Trong mùa sinh sản, ấp trứng, con trống sẽ nuôi và chăm con mái. Thời kỳ sinh sản kéo dài từ tháng 3 đến tháng 6. Mỗi lứa trứng chứa từ hai đến ba quả. Chim non mới lọt lòng sẽ được cả bố mẹ cùng nuôi dưỡng. Sau 15 ngày, những con chim non này sẽ đủ lông đủ cánh để sẵn sàng rời tổ.
Loài này được mô tả lần đầu tiên vào cuối những năm 1830 trong các chuyến thám hiểm của Charles Darwin. Năm 2016, các nhà khoa học thay đổi nguyên tắc phân loại chi Pyrocephalus, tách một số phân loài của Pyrocephalus obscurus thành những loài riêng biệt, trong đó có cả chim đớp ruồi San Cristóbal vốn không còn tồn tại. Do số lượng cá thể vẫn còn dao động từ vài triệu đến vài chục triệu nên Liên minh Bảo tồn Thiên nhiên Quốc tế coi Pyrocephalus obscurus là một loài ít được quan tâm, bất chấp con số này đang dần suy giảm do tác động của việc mất môi trường sống.

## Phân loại học

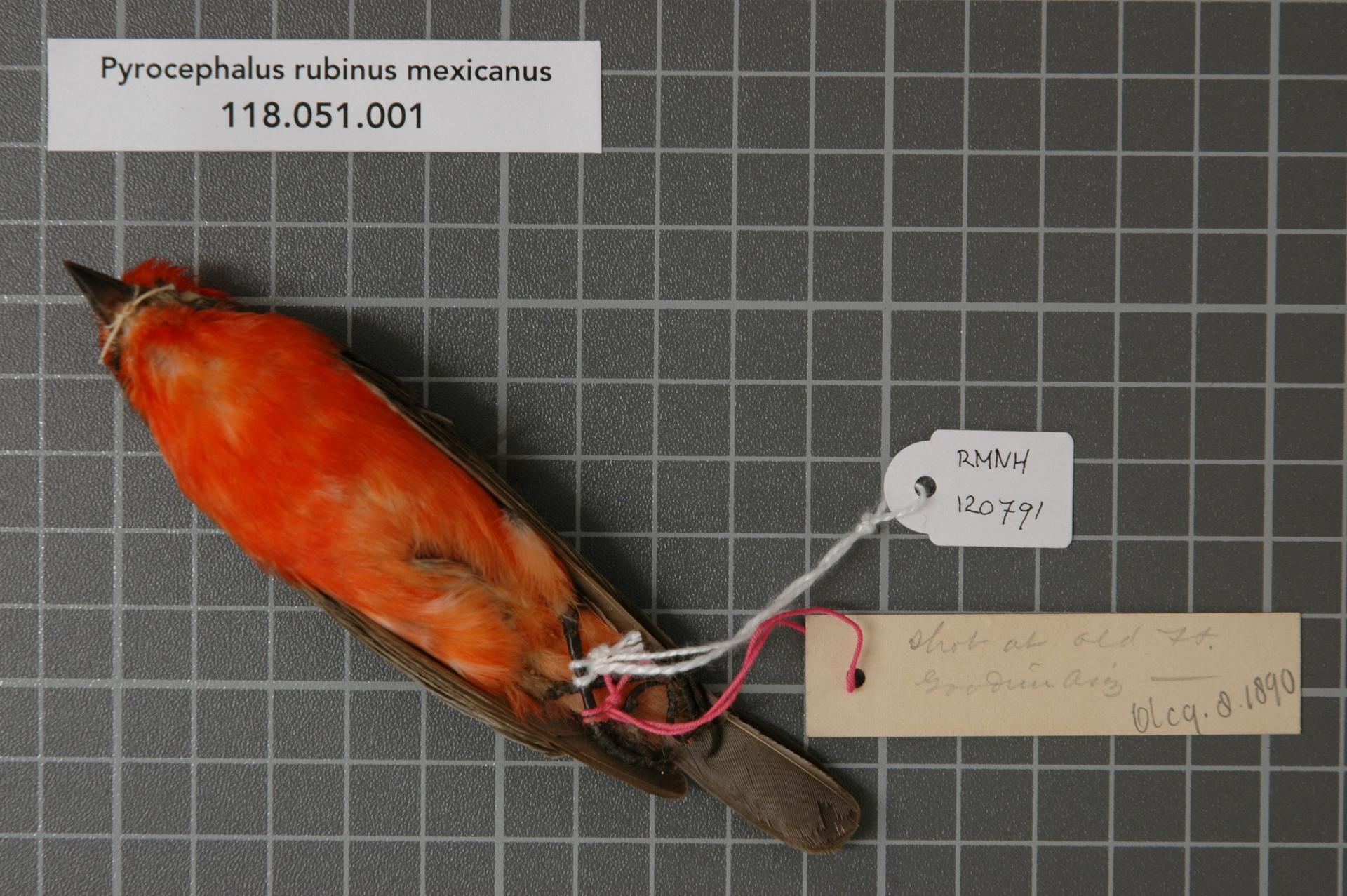
Một mẫu vật Pyrocephalus obscurus ở bảo tàng từ năm 1890

Họ Đớp ruồi bạo chúa là một nhóm các loài thuộc bộ Sẻ hiện diện duy nhất ở châu Mỹ. Các thành viên của họ này đa phần đều có màu sắc không mấy nổi trội. Trong đó, phân họ Fluvicolinae bao gồm các chi Pyrocephalus, Contopus, Empidonax và Sayornis. Có thể chúng từng thuộc về một tổ tiên chung với chi Contopus hoặc Xenotriccus, nhưng vì lý do nào đó mà bị phân nhánh ra. Về mặt hình thái học, Pyrocephalus có liên quan chặt chẽ nhất với Sayornis. Tuy nhiên, phân tích di truyền lại chỉ ra rằng chi chim này có liên quan chặt chẽ hơn với Fluvicola.
Mô tả đầu tiên về Pyrocephalus obscurus do John Gould đề xuất vào năm 1839. Ông cũng là cha đẻ của chi Pyrocephalus mà ta biết ngày nay. Gould định danh loài mới phát hiện của mình là Pyrocephalus obscurus, dựa vào các mẫu vật mà Charles Darwin mang về trong chuyến hải hành thứ hai của tàu HMS Beagle, kéo dài từ năm 1831 đến 1836. Loài này sau đó được nhà động vật học người Anh George Robert Gray định danh là Pyrocephalus rubinus vào năm 1840, dựa trên mẫu vật khác của Darwin lấy từ quần đảo James. Năm 2016, một nghiên cứu di truyền phân tử đã thay đổi nguyên tắc phân loại của loài, tách ra một số loài mới và tái định danh loài này là Pyrocephalus obscurus. Trước khi nghiên cứu, Pyrocephalus obscurus được coi là một chi đơn loài, nhưng ngày nay, các nhà phân loại học (bao gồm Hiệp hội Sinh vật học Quốc tế) đã tách ba trong số các phân loài của chúng ra thành những loài riêng biệt. Đó là chim đớp ruồi Darwin, chim đớp ruồi San Cristóbal và chim đớp ruồi đỏ tươi.
Tên chi Pyrocephalus trong tiếng Hy Lạp có nghĩa là "đầu lửa" hoặc "đầu ngọn lửa".:326 Danh pháp hai phần obscurus trong tiếng Latin có nghĩa là "tối" hoặc "sẫm".:278 Tên thông thường của loài này bắt nguồn từ màu sắc rực rỡ cũng như mối quan hệ của chúng trong họ Đớp ruồi bạo chúa, vốn phản ánh rõ nét thông qua chế độ ăn giàu côn trùng.

### Phân loài

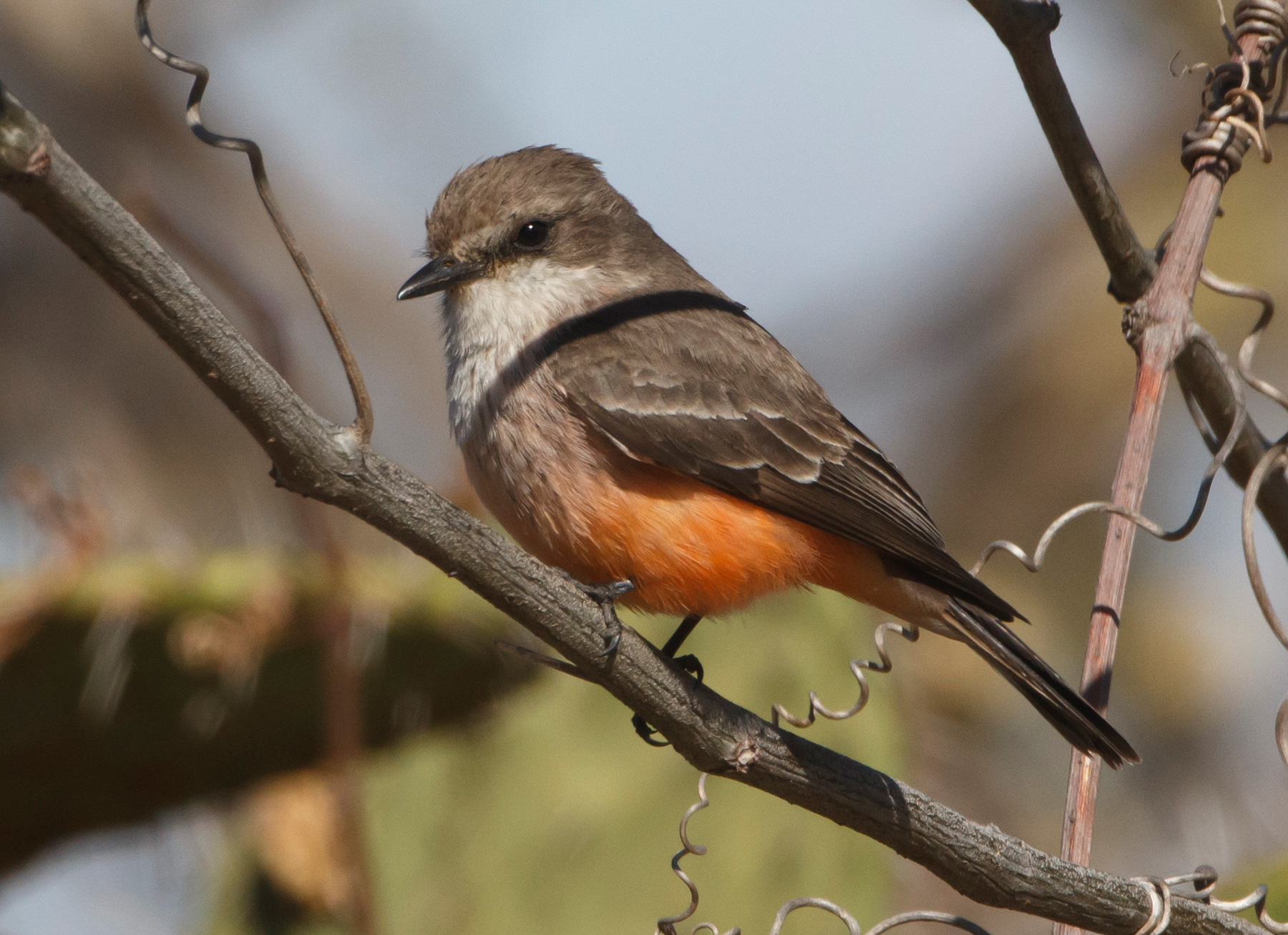
Một con P. o. mexicano ở San Augustin Etla, Oaxaca, Mexico

Trước kia, nhiều học giả cho rằng Pyrocephalus obscurus có từ 11 đến 13 phân loài (đôi khi cùng một nòi). Tuy vậy, một nghiên cứu di truyền phân tử vào năm 2016 đã xác nhận con số này là chín, đồng thời tách ba phân loài ban đầu ra thành những loài riêng biệt (P. nanus—chim đớp ruồi Darwin, P. dubius—chim đớp ruồi San Cristóbal, P. rubinus—chim đớp ruồi đỏ tươi), cũng như loại bỏ một phân loài không hợp lệ (P. major). Vài công trình nghiên cứu vẫn cho rằng tên khoa học của Pyrocephalus obscurus là Pyrocephalus rubinus, trong khi Pyrocephalus rubinus lại là tên khoa học của loài chim đớp ruồi đỏ tươi. Chim đớp ruồi đỏ son có khả năng là đã tiến hóa vào khoảng 1,15 triệu năm trước, tách ra khỏi một số loài trên quần đảo Galápagos vào thời điểm cách nay 820 nghìn năm. Sau đó, khoảng 560 nghìn năm trước, các phân loài của loài này ở Nam Mỹ chính thức hợp nhất lại. Đến 310 nghìn năm tiếp theo, các cá thể ở Bắc Mỹ lại tách ra từ các cá thể ở Nam Mỹ, tạo ra một phân loài mới.
Có chín phân loài được biết đến rộng rãi. Giữa chúng có sự khác nhau chủ yếu về màu, độ bão hoà màu của bộ lông con trống và màu, số lượng vệt của con mái. Ranh giới địa lý của một số phân loài vẫn chưa được xác định rõ ràng:
1. P. o. obscurus (Gould, 1839) là phân loài chỉ định,[a] phân bố ở vùng Lima thuộc miền Tây Peru.[9]
2. P. o. mexicanus (Sclater, 1859) thường sinh sống ở miền Nam Texas, Hoa Kỳ, kéo dài về phía nam đến miền Trung và miền Nam Mexico.[9] Sắc đen trên phần thân trên của chúng nổi trội hơn bất kỳ cá thể chị em nào khác trong loài. Tại những phần có màu đỏ trên thân thể, con trống thường không có bất kỳ đường vằn nào.[2] Phân loài này được đặt tên theo đất nước Mexico.[11]:252
3. P. o. saturatus (von Berlepsch và Hartert, 1902) được tìm thấy ở vùng Đông Bắc Colombia, miền Tây và miền Bắc Venezuela, Guyana cũng như miền Bắc Brazil.[9] Con mái có phần bụng màu hồng.[2] Saturatus có nghĩa là "màu sắc lộng lẫy" trong tiếng Latinh.[11]:54
4. P. o. blatteus (Bangs,1911) sống chủ yếu ở phía Đông Nam Mexico, Belize và phía bắc Guatemala.[9] Phần thân trên của chúng hơi nhạt màu, bù lại phần thân dưới đỏ hơn so với phân loài chỉ định, nhưng lại thiếu một ít sắc cam. Ngoài ra, phân loài này cũng nhỏ hơn so với các phân loài khác trên khắp Mexico.[2] Blatteus có nghĩa là "sắc tím" trong tiếng Latin.[11]:73
5. P. o. flammeus (van Rossem, 1934) phân bố tập trung ở vùng Tây Nam Hoa Kỳ và Tây Bắc Mexico.[9] Phần thân trên nhạt màu, hơi xám, phần dưới có sắc cam nổi bật hơn so với phân loài chỉ định. Những cá thể trống thường có các đường vằn màu cam ở đỉnh đầu và ngực, trong khi ở những cá thể mái, những đường vằn này ít thấy hơn.[2] Flammeus có nghĩa là "sắc hỏa" trong tiếng Latin.[11]:54
6. P. o. ardens (Zimmer, 1941) được tìm thấy ở phía bắc Peru, vùng cực đông Piura, Cajamarca và Amazonas.[9] Chúng có màu sắc "đỏ rực". Mặt trước nơi đỉnh đầu của con mái có màu hồng phớt.[2] Ardens có nghĩa là "rực cháy" trong tiếng Latin.[11]:54
7. P. o. cocachacrae (Zimmer, 1941) phân bố chủ yếu ở Tây Nam Peru đến cực bắc Chile.[9] So với phân loài chỉ định thì ở các cá thể trống, lớp lông của chúng nâu hơn, phần thân dưới đỏ nhạt hơn, trong khi bộ phận này ở các cá thể mái sẫm màu hơn. Vùng sinh sống chủ yếu của P. o. cocachacrae là quận Cocachacra ở Peru.[2]
8. P. o. piurae (Zimmer, 1941) sống ở miền Tây Colombia, trải dài về phía nam đến Tây Bắc Peru. Tên của phân loài này dựa theo tên tỉnh Piura ở Peru.[9][11]:309
9. P. o. pinicola (Howell, 1965) được tìm thấy ở miền Đông Honduras và Đông Bắc Nicaragua.[9] So với P. o. blatteus, phân loài này nhỏ hơn. Nhưng nếu so về những cá thể mái, phần thân dưới của P. o. pinicola có màu cam đậm hơn. Do nơi sinh sống ưa thích của phân loài này nằm trong những trảng cỏ thông nên chúng mới có tên là Pinicola, tạm dịch là "cư dân cây thông" từ tiếng Latin.[2][11]:307

## Hình thái học

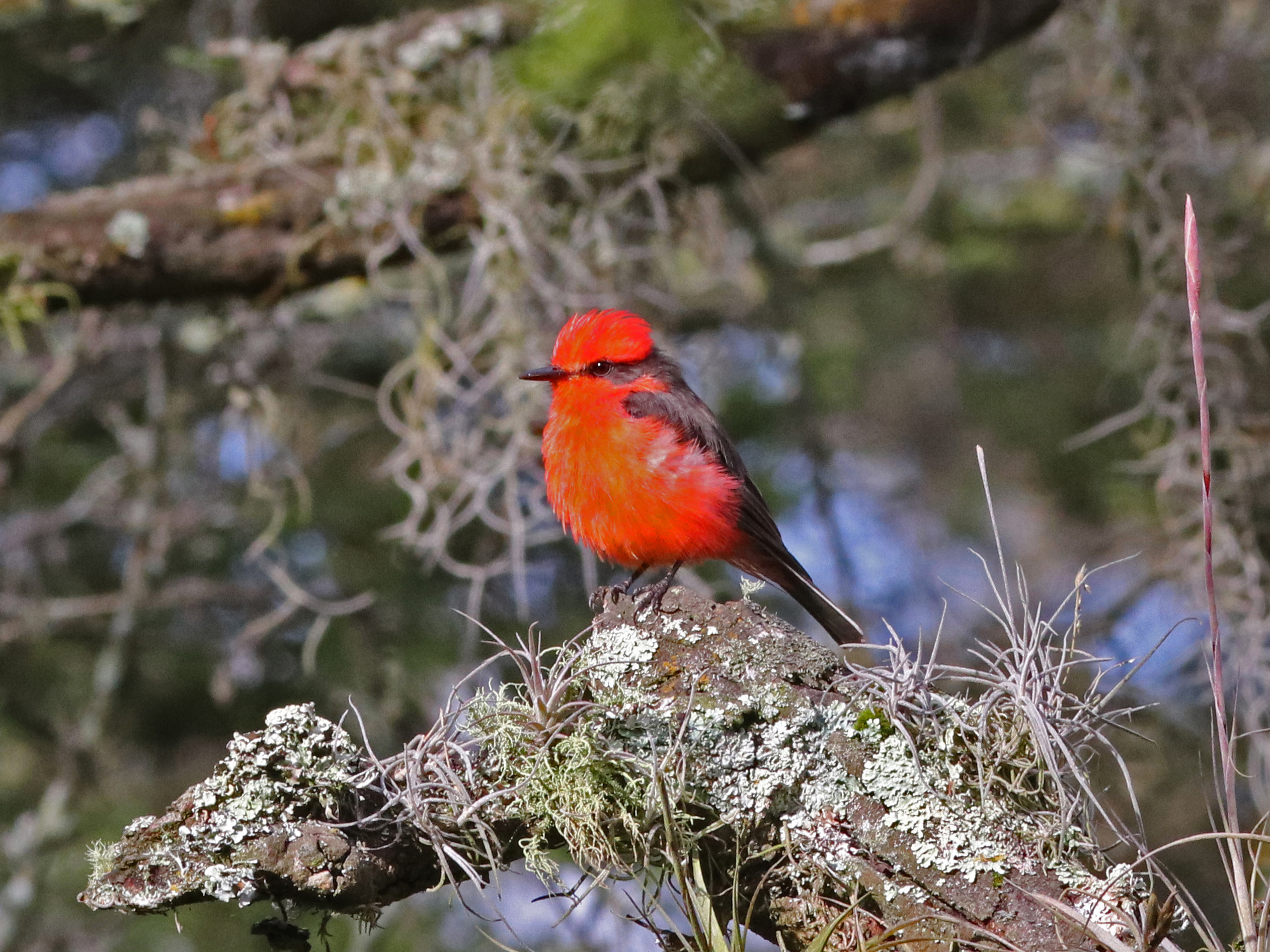
Một con Pyrocephalus obscurus trống ở Công viên Quốc gia Bosque Protector Jerusalem, Ecuador

Pyrocephalus obscurus là một loài chim nhỏ. Về kích thước, loài chim này dài 13 đến 14 cm (5,1 đến 5,5 in) theo chiều từ đầu đến đuôi và dài 7,8 cm (3,1 in) theo chiều từ đầu cánh đến thân cơ thể. Khối lượng của chúng dao động từ 11 đến 14 g (0,39 đến 0,49 oz) và sải cánh có thể lên đến 24 đến 25 cm (9,4 đến 9,8 in). Đây là loài dị hình giới tính rất rõ rệt. Con trống có màu đỏ tươi, bộ lông màu nâu sẫm, trong khi con mái được bao phủ bởi màu nâu xám, với phần bụng màu hồng đào và phần trên cánh màu xám. Tùy từng cá thể mà màu đỏ của loài chim này có thể khác nhau, nhưng phổ biến vẫn là đỏ son, đỏ tươi hoặc màu cam. Ở những cá thể trống, đỉnh đầu, ngực và phần thân dưới có màu đỏ, còn vùng trước mắt, gáy, lông che tai, cánh, phần thân trên cùng với đuôi lại có màu nâu hoặc nâu đen. Con mái có đỉnh đầu màu xám cùng lông che tai, cánh và đuôi màu xám. Lông bay và lông bao phủ ở cánh có màu xám nhạt, tạo hiệu ứng tương phản màu sắc. Các lông trên mắt có màu sáng hơn. Phần bụng có màu trắng, nhưng đỏ nhạt dần xuống phía dưới. Những cá thể tiền trưởng thành ở cả hai giới có hình dạng tương đồng với chim mái trưởng thành, nhưng vẫn có đôi chút khác biệt. Cụ thể, phần bụng chim trống có màu đỏ sáng hơn nhiều, trong khi chim mái lại có màu vàng nhạt. Bộ lông của loài chim này hoàn không đổi màu trong suốt cả năm ở cả hai giới trống, mái lẫn những cá thể tiền trưởng thành. Bên cạnh đó, chúng còn có một nhúm lông mỏng trên đỉnh đầu, có thể dựng lên khi cần thiết. Con trống trông nổi bật hơn so với các loài khác, nhưng con mái dễ bị nhầm lẫn với Sayornis saya do màu sắc nâu xám của chúng.
Lông vũ lâu ngày được thay thế bằng quá trình thay lông. Quá trình này mất khoảng 62 đến 79 ngày, thường bắt đầu vào tháng 7 và kéo dài đến tháng 9. Nhiều cá thể Pyrocephalus obscurus chỉ thay lông sau khi đã di cư đến những vùng khí hậu ấm hơn. Việc thay lông diễn ra khá chậm so với các loài chị em khác trong họ của chúng. Bởi nếu quá trình này diễn ra nhanh, lông vũ mới sẽ không đạt chất lượng tốt nhất, từ đó cản trở việc bay lượn. Điều này ảnh hưởng rất lớn đến một loài ăn trên không như Pyrocephalus obscurus. Bên cạnh đó, từng có nhận định cho rằng các dạng mưa gió mùa gây tác động đến việc thay lông. Tuy nhiên, một nghiên cứu năm 2013 đã bác bỏ nhận định này. Thay vào đó, các hiệu ứng chênh lệch thời gian dựa trên vĩ độ lại đóng vai trò quan trọng hơn trong việc lựa chọn thời gian thay lông.

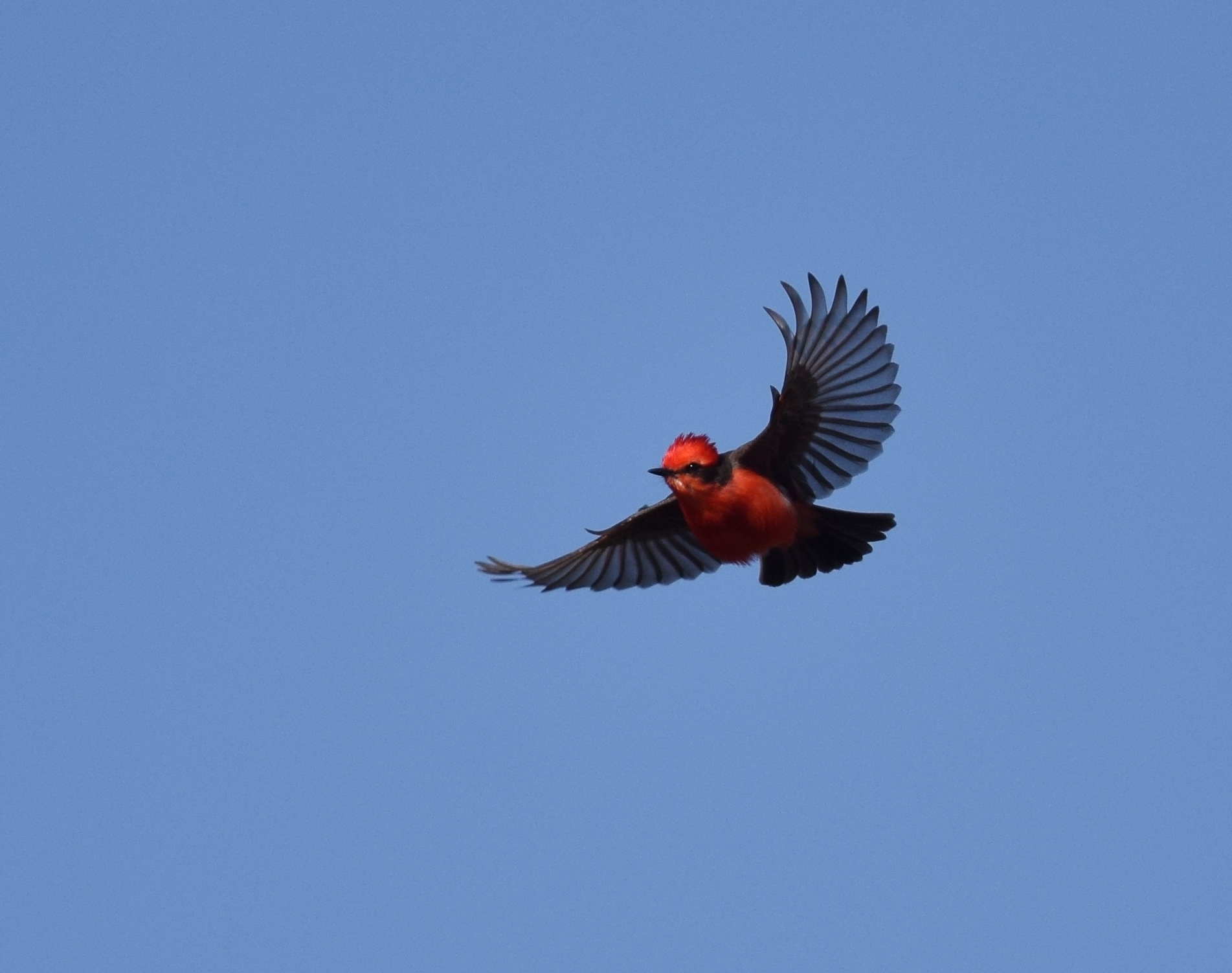
Một cá thể đang khoe lông bay

### Tiếng hót
Theo nhà điểu học David Sibley, khi Pyrocephalus obscurus đậu trên cành, chúng phát ra tiếng hót có dạng pit pit pit pi-trờ-ờ-ờ-iiii-trờ-ờ-ờ, trong khi Phòng nghiên cứu chim chóc, trực thuộc Đại học Cornell lại cho rằng âm thanh ấy có dạng chinh-ktinh-ờ-lê-tinh-kơ, với trọng tâm nằm ở âm tiết cuối cùng. Cũng theo tổ chức này, khi bay lượn trên những tán cây hoặc khi cất tiếng hót gọi bầy, những cá thể trống thường phát ra giai điệu pit-pit-pri-iii-iiin. Bên cạnh đó, một âm thanh khác có dạng piiii-zzzz cũng xuất hiện khi chúng réo gọi nhau. Ngoài ra, âm thanh piii-ừn-t thường vang lên khi loài chim này tìm kiếm thức ăn, hoặc khi các cá thể trống muốn bày tỏ thái độ thù nghịch lẫn nhau. Khi giao phối, con mái có thể phát ra âm thanh có dạng t-giiiii-t-giiiii-t-giiiii.
Tiếng hót của Pyrocephalus obscurus đóng vai trò quan trọng trong quá trình xây dựng lãnh thổ. Khi đậu trên cành, con trống chỉ hót đúng một giai điệu, nhưng giai điệu ấy có thể thay đổi khi chúng cần truyền đạt các ý định khác nhau. Tiếng hót của con trống được chia làm hai phần: phần đầu tiên luôn thay đổi, phần thứ hai gồm bốn yếu tố. Trong đó, phần đầu tiên thường kéo dài hơn trước lúc bình minh, hoặc khi loài chim này hoàn thành việc xây tổ. Những cá thể trống dùng phần này trong giai điệu hót để phô trương phẩm chất ưu tú của bản thân cho bạn tình tiềm năng, đồng thời biểu lộ mức độ thù nghịch với những con chim trống khác, cũng như mức độ mãnh liệt trong việc bảo vệ lãnh thổ. Khác với chim trống, chim mái không hót liên tục. Tại các vùng đô thị, vấn đề ô nhiễm tiếng ồn cũng phần nào tác động đến chất lượng tiếng hót của loài chim này. Có một số lượng lớn cá thể ở thành phố Mexico thường hót lớn và lâu hơn khi tiếng ồn xung quanh tăng lên. Chim đớp ruồi đỏ son không hót quanh năm. Những cá thể sống ở Arizona hay Texas chỉ hót từ cuối tháng 2 đến tháng 7.
Bên cạnh việc hót, Pyrocephalus obscurus còn tạo các âm thanh như búng mỏ. Chim trống búng mỏ xen kẽ trong lúc hót, trong khi chim mái thường búng mỏ khi quan sát những màn bay lượn tán tỉnh của chim trống. Ngoài ra, khi chuyền cành hoặc phô trương lãnh thổ (dù việc này hiếm khi xảy ra hơn), cánh của loài vật này thường phát ra âm thanh vù vù.

## Môi trường sống và sự phân bố

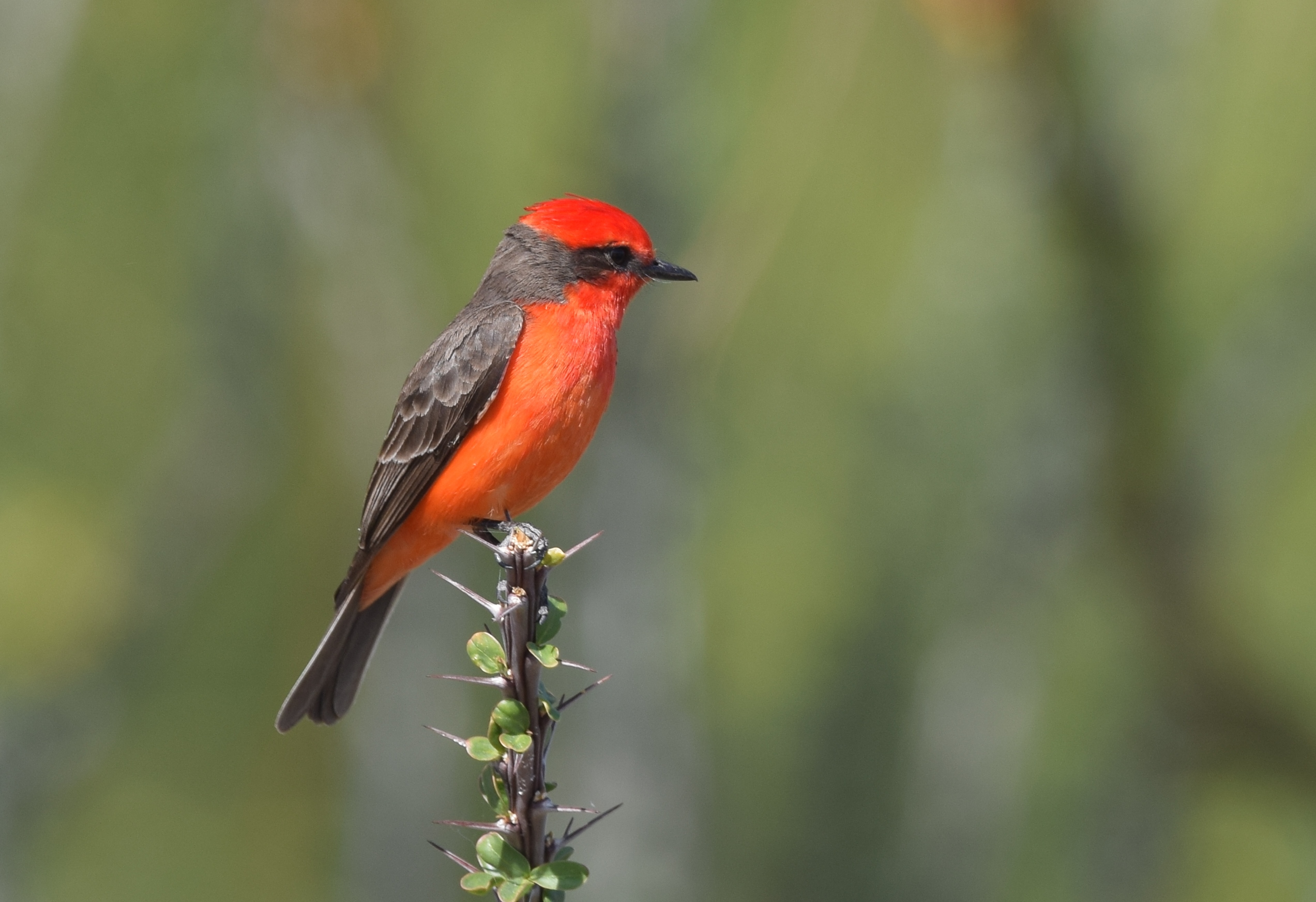
Một cá thể trống đang đậu trên cây ocotillo ở Arizona

Vùng phân bố của Pyrocephalus obscurus bao phủ gần như toàn bộ Mexico, trải dài theo hướng bắc về phía Tây Nam Hoa Kỳ và trải dài về phía nam đến nhiều vùng khác nhau thuộc Trung Mỹ, một phần của Tây Bắc và Trung Tâm Nam Mỹ. Ở phía bắc, vùng phân bố của loài chim này cũng kéo dài đến tận Canada. Những cá thể ở Bắc Mỹ hầu hết là chim di trú. Chúng chỉ di cư đến rìa của khu vực, trong khi những cá thể sống ở Nam Mỹ, đặc biệt là những cá thể sống xa hơn về phía nam có thể di cư đến tận các vùng cực bắc của Amazônia Legal. Điều này cho thấy đây là loài chim có xu hướng trú đông ở những khu vực có nhiệt độ không xuống thấp hơn −1 °C (30 °F). Quãng đường di trú của Pyrocephalus obscurus có thể lên tới 4.000 km (2.500 mi). Những cá thể sống tại Bắc Mỹ thường di cư vào cuối tháng 8 và quay trở về trong khoảng từ tháng 2 đến tháng 4. Khả năng di trú tạo tiền đề quan trọng cho quá trình thuộc địa hoá rộng khắp lục địa châu Mỹ của loài chim này.
Chim đớp ruồi đỏ son ưa thích những khu vực mở. Chúng thường sống trên các tán cây hoặc các cây bụi ở trảng cỏ, bụi rậm, đất nông nghiệp, rừng ngập nước hay thậm chí sa mạc, nhưng thường ở gần khu vực có nước. Phạm vi sinh sống của loài chim này có thể đạt đến độ cao 3.000 m (9.800 ft). Một nghiên cứu ở Arizona đã phát hiện ra rằng nơi sinh sản chủ yếu của Pyrocephalus obscurus là các loài cây thuộc chi Dương hoặc cây mesquite, ngoại trừ Populus fremontii. Trong khi đó, nơi làm tổ ưa thích của chúng là các tán cây gỗ như Salix gooddingii, vì những tầng cây thấp thường là nơi xâm lấn của cây cỏ gà.

## Tập tính
Pyrocephalus obscurus thường sống đơn độc, đôi khi tạo thành bầy nhỏ không quá năm cá thể vào mùa đông. Chúng dành phần lớn thời gian đậu trên cây và chỉ hạ cánh trên mặt đất khi bắt côn trùng. Loài chim này thường không nhảy, thích bay xung quanh và ít khi lượn trong không trung.

### Sinh sản và làm tổ
Về mặt tổ chức xã hội, Pyrocephalus obscurus là loài đơn phối ngẫu. Tuy nhiên, thỉnh thoảng chúng cũng tham gia giao phối ngoại đôi. Cả con trống lẫn con mái đều giao phối với những cá thể khác ngoài bạn đời của chúng. Một nghiên cứu năm 2002 cho thấy 11% chim non sinh ra là từ giao phối ngoại đôi. Ngoài ra, loài chim này còn có thói quen ký sinh nuôi dưỡng. Trong đó, con mái đẻ trứng trong tổ của một cá thể cùng loài khác. Có đến 9,5 đến 19% số lượng chim non sinh ra nhờ kết quả của quá trình này. Con mái thường dành phần lớn thời gian sống xa tổ. Điều này cho phép con mái khác đến đẻ trứng khi chúng vắng mặt. Đây đơn giản là một dạng ký sinh, vì tổ của cặp chim bị ký sinh không có lợi. Mặc dù vậy, đối với những cá thể lăng nhăng, điều này có thể tạo ra tính thích ứng về mặt di truyền. Theo đó, khi một con trống giao phối với nhiều cá thể mái khác nhau, nếu sau đó những cá thể mái ấy đẻ trứng vào những chiếc tổ khác, thì khả năng trứng vốn có nguồn gốc từ tinh dịch của con trống đó trở về với chính nó sẽ tăng lên. Điều này giúp bạn tình của con trống đỡ phải trải qua giai đoạn mang thai vốn tốn nhiều năng lượng, đồng thời cho phép con mái khác bỏ qua giai đoạn nuôi con nhờ vào việc giao trứng của mình cho cá thể khác chăm sóc hộ. Bên cạnh đó, một con trống có thể cho phép một con mái ký sinh trong tổ của nó để đổi lấy việc giao phối. Pyrocephalus obscurus cũng thường xuyên bị những cá thể Molothrus ater ký sinh nuôi dưỡng. Trong mùa sinh sản, con trống sẽ thành lập lãnh thổ cũng như xông xáo bảo vệ khu vực đó. Lúc ấy, lông trên đỉnh đầu và đuôi của chúng sẽ xù lên. Đôi khi chim trống cũng vừa xù đuôi vừa búng mỏ. Chúng sẽ đuổi bất kỳ cá thể trống nào dám bén mảng đến lãnh thổ của mình. Chim non mới lọt lòng cũng hỗ trợ bố mẹ xua đuổi các loài chim khác. Trong mùa sinh sản, con trống sẽ tán tỉnh bạn tình bằng cách khoe lông trên đỉnh đầu và lông vũ trên ngực, vừa vẫy đuôi, vừa bay lượn chập chờn và hót cho chim mái.

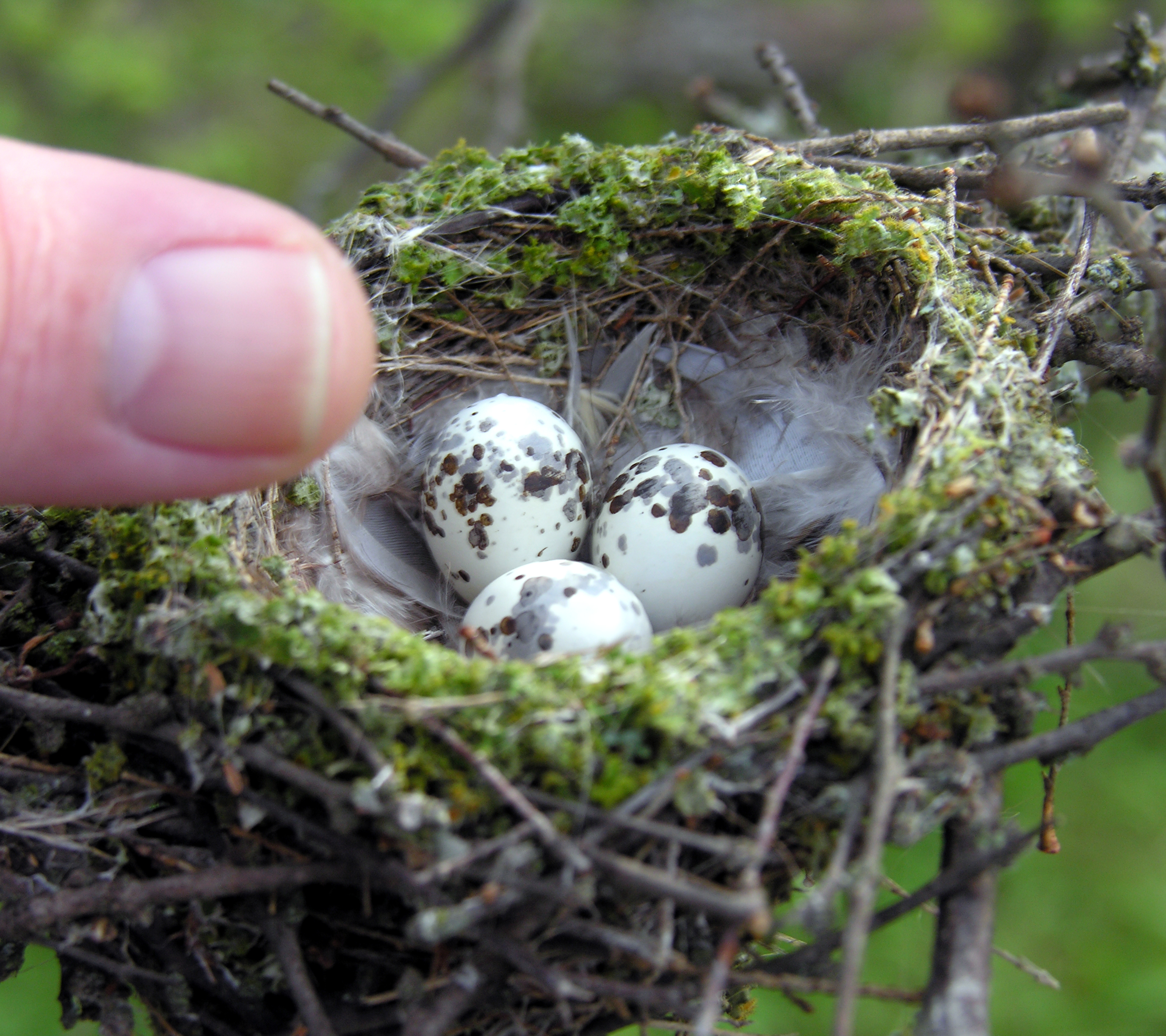
Trứng của loài Pyrocephalus obscurus

Khi tìm được bạn tình, con trống sẽ chọn một nơi thích hợp cho con mái xây dựng tổ. Tổ của Pyrocephalus obscurus có dạng hình cái chén, nông, được lợp bằng nhiều cành cây nhỏ cùng các vật liệu mềm, lót bằng lông chim. Xung quanh tổ phủ địa y, bện chặt với nhau bằng tơ nhện. Con mái rung lắc cơ thể để tạo hình chiếc tổ. Ngay cả sau khi hoàn thành, những cá thể mái vẫn sẽ tìm thêm những vật liệu cách điện khác, chẳng hạn như các phần của thân cây, tóc, lông hoặc sợi dây để bổ sung vào chiếc tổ của chúng. Kích thước trung bình của một chiếc tổ là khoảng 64–76 mm (2,5–3,0 in) theo chiều ngang, cao 25–51 mm (0,98–2,01 in), với độ sâu từ mép đến đáy là 25 mm (0,98 in). Vị trí đặt tổ cách mặt đất 6 ft (1,8 m), thường nằm giữa hai nhánh cây. Có khoảng 12% số lượng tổ sẽ được Pyrocephalus obscurus tái sử dụng. Những chiếc tổ cũ có thể bị chính loài chim này trộm vật liệu nhằm phục vụ cho quá trình xây tổ mới.
Thời kỳ đẻ trứng bắt đầu vào tháng 3 và kéo dài đến tháng 6. Chim mái đẻ trứng một lần mỗi ngày vào lúc bình minh. Kích thước trung bình của những quả trứng là 17 mm (0,67 in) × 13 mm (0,51 in), cân nặng trung bình là 1,6 g (0,06 oz), chiếm khoảng 11% khối lượng cơ thể chim mẹ. Trứng có màu trắng xỉn, ở phần đỉnh to hơn gồm nhiều đốm màu nâu lớn xếp thành hình vòng hoa. Màu sắc của các quả trứng không hề cố định. Tỷ dụ, những đốm trên trứng có thể xuất hiện nhiều hơn, trong khi phần vỏ sẽ có màu kem, màu rám nắng hoặc nâu. Thường thì tổ của loài chim này chứa hai hoặc ba quả trứng, nhưng đôi khi có thể lên đến bốn quả. Thời gian ấp trứng kéo dài từ 13 đến 15 ngày. Trong thời gian ấy, bất chấp con mái không đòi hỏi được cho ăn, con trống vẫn sẽ bón thức ăn cho nó. Việc này đôi khi kèm theo điều kiện giao phối. Khi ở trong tổ, chim mái rất ân cần, vì con non sinh ra rất yếu ớt nên không có khả năng chống đỡ. Lúc đó, cả bố lẫn mẹ đều sẽ cùng nhau cho con non ăn. Chim bố đảm nhiệm việc săn sóc con non còn chim mẹ thì lo xây tổ mới. Đáng chú ý, loài chim này có thể sử dụng lại chiếc tổ của mình trong cùng một mùa, nhưng điều này không phổ biến bởi có một nghiên cứu cho thấy rằng có 12% số tổ được tái sử dụng khi và chỉ khi cặp chim thành công trong việc nuôi dưỡng con non của chúng. Việc tái sử dụng tổ góp phần tiết kiệm thời gian và năng lượng, cho dù thi thoảng phải đánh đổi bằng việc bị ký sinh trùng xâm nhập. Chim non mở mắt bốn ngày sau khi nở và sẵn sàng rời tổ sau 15 ngày. Tuy những con non này đều được nuôi dưỡng để tách khỏi bố mẹ cùng một thời điểm, nhưng một số cá thể vẫn rời tổ sớm hơn so với anh chị em của chúng. Ngoài ra, nếu có xáo trộn, chim non hơn 11 ngày tuổi sẽ vội vã rời bỏ tổ. Thường thì những cá thể mái sẽ sinh hai lứa mỗi năm. Mặc dù vậy, trong vài trường hợp, chúng có thể sinh đến ba lứa.
Từng giai đoạn phát triển của Pyrocephalus obscurus
- Chim non chưa thay lông
- Một cá thể tiền trưởng thành ở Lima, Peru với bộ lông mỏng
- Một con chim trống bên chiếc tổ

### Kiếm ăn

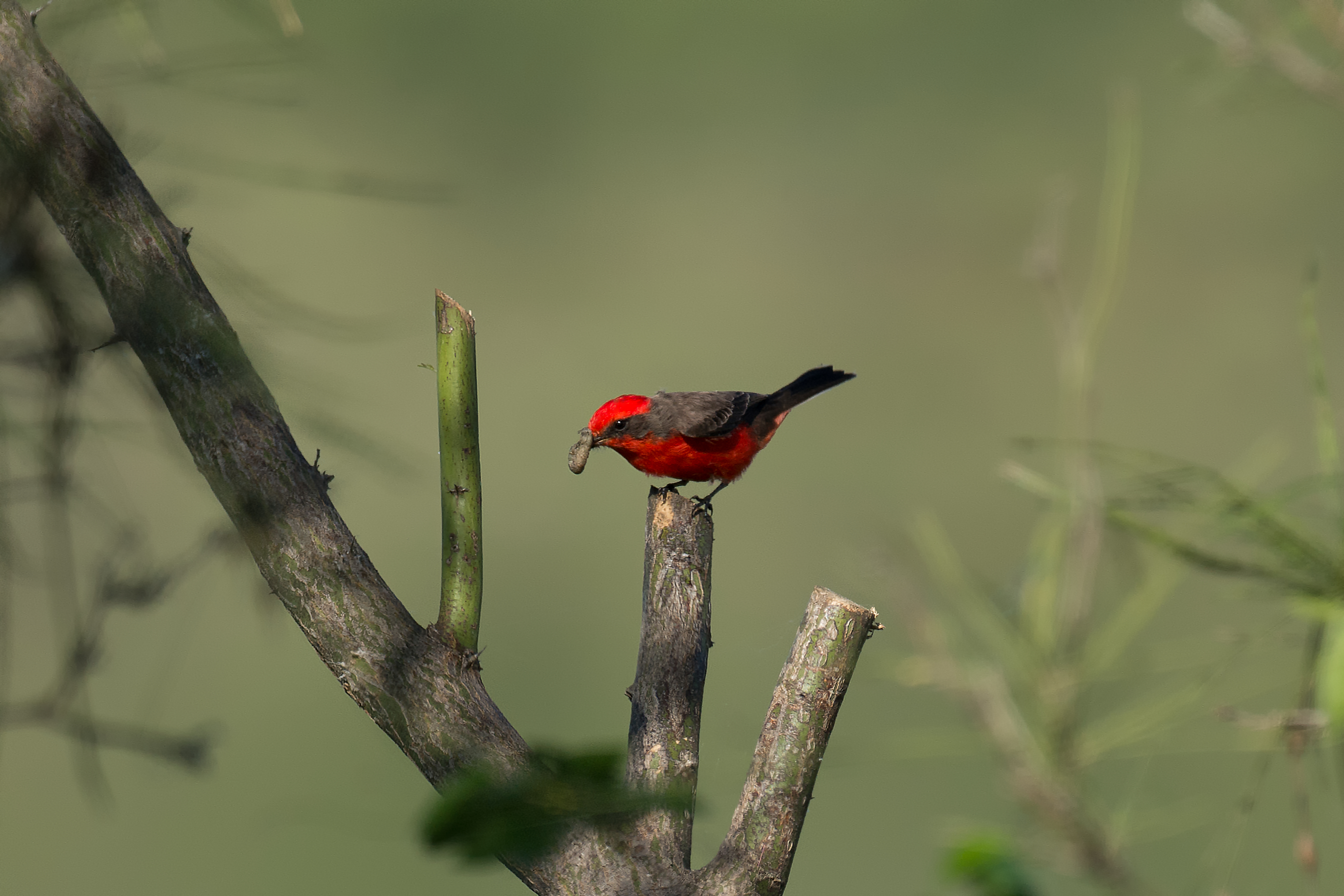
Một cá thể đang bắt mồi

Mặc dù chưa có nghiên cứu kỹ lưỡng về thành phần chính xác trong chế độ ăn uống của Pyrocephalus obscurus, nhưng loài chim này chủ yếu ăn côn trùng như ruồi, châu chấu và bọ cánh cứng. Chúng thường bắt con mồi trong không trung ngay sau khi bay vụt ra từ một nhánh cây. Bên cạnh đó, đây còn là một loài săn mồi cơ hội. Quan sát chỉ ra chúng ăn cá nhỏ, nhưng không rõ từng ăn cỏ cây hoa lá hay chưa. Ngoài cá thì ong cũng là một con mồi của loài chim này. Khi ăn, chúng sẽ mửa ra những bộ phận khó tiêu của côn trùng sau đó nuốt lại dưới dạng viên. Trong khi chờ con mồi, chúng sẽ đậu trên những nhánh cây mỏng, quẫy đuôi lên xuống. Chim đớp ruồi đỏ son dành khoảng 90% thời gian hoạt động trong ngày của mình ở trên cành cây, trong khi 4–11% thời gian còn lại là dùng để săn đuổi con mồi. Khi con mồi lộ diện, chúng ngay lập tức bay vụt khỏi chỗ đậu và đuổi theo. Nếu những con côn trùng may mắn thoát nạn trong lần săn bắt đầu tiên, loài chim này sẽ bay nhanh hết khả năng để chộp cho bằng được. Chiến lợi phẩm thu được sẽ bị nện nát bét trước khi đưa vào bụng. Thỉnh thoảng, Pyrocephalus obscurus còn bắt côn trùng ngay trên mặt đất, hoặc ở độ cao 3 m (9,8 ft) so với mặt đất. Chúng hiếm khi săn bắt con mồi trên mặt nước.

### Khả năng sinh tồn
Người ta vẫn biết rất ít về mối đe dọa của Pyrocephalus obscurus. Vài báo cáo bất thường từng lưu ý đến các loài quạ thuộc chi Aphelocoma hoặc đề cập đến việc một nhóm chim non bị kiến lửa ăn thịt. Cá thể được ghi nhận sống lâu nhất có tuổi thọ năm năm rưỡi. Tuy nhiên, những số liệu về tuổi thọ cũng như nguyên nhân tử vong vẫn còn khá ít. Trong một nghiên cứu được thực hiện ở Texas, Hoa Kỳ, tỷ lệ trứng mà chim mẹ sinh ra sống sót đến khi trở thành con non dao động từ 59 đến 80%. Trong đó, ở những chiếc tổ nuôi con bất thành, có đến phân nửa chứa trứng và nửa trong số này là chim mới chào đời. Có hai nguyên nhân lý giải cho điều này: thứ nhất, chim bố hoặc chim mẹ bỏ tổ; thứ hai, trứng bị hỏng. Một nghiên cứu tương tự ở Ecuador cho thấy tỷ lệ trứng được nuôi thành công chỉ từ 20 đến 59%.
Các loài ký sinh cũng là một yếu tố ảnh hưởng đến loài chim này. Trong đó, ve Dermanyssus là tác nhân chủ yếu. Mặc dù vậy, một nghiên cứu năm 2008 cho thấy những con ve không gây tác động nhiều đến sự thành bại của quá trình ấp trứng và việc tái sử dụng tổ không hề khiến số lượng loài ký sinh này tăng lên. Chim non vẫn có thể chào đời và lớn lên ngay trong những chiếc tổ có ve Dermanyssus sinh sống, trong khi những chiếc tổ lân cận chẳng hề nuôi được con non nào cả, bất chấp những chiếc tổ này không bị ve ký sinh. Riêng loài ruồi, tuy không trực tiếp ký sinh nhưng chúng có thể đẻ trứng trong tổ của Pyrocephalus obscurus nhằm cung cấp nơi trú ẩn cho ấu trùng dòi.
Mặc dù các chứng bệnh của Pyrocephalus obscurus vẫn chưa được nghiên cứu kỹ, nhưng người ta vẫn nắm rõ các bệnh gây ảnh hưởng lên loài chim đớp ruồi Galapagos. Theo đó, những chứng bệnh này thường gây hại tới các loài họ hàng khác của chim đớp ruồi San Cristóbal. Có thể kể đến một số căn bệnh du nhập, tác động tiêu cực đến loài này như sốt rét gia cầm, bệnh Marek, bệnh gà rù và nhiều bệnh khác. Bên cạnh đó, virus thủy đậu và chứng loét diều chim (gây ra bởi loài trùng roi ruột non) cũng phần nào là nguyên nhân khiến cho các loài chị em của chim đớp ruồi Galapagos rơi vào tình trạng tuyệt chủng.

## Mối quan hệ với con người
Pyrocephalus obscurus là đối tượng yêu thích của những người ưa ngắm chim. Tuy nhiên, chúng ít khi được nuôi nhốt như một loài thú cưng vì những con trống đa phần sẽ phai màu đi trong điều kiện giam cầm. Đây có thể là tác động của chế độ dinh dưỡng, vì việc duy trì màu đỏ tươi ở loài chim này đòi hỏi một lượng đáng kể các phân tử zeaxanthin tiền chất màu vàng, trải qua quá trình chuyển hóa để trở thành sắc tố đỏ. Zeaxanthin hoạt động như một chất chỉ thị của tính thích ứng di truyền đối với bạn tình tiềm năng. Bởi những cá thể trống thường áp dụng chế độ ăn giàu sắc tố để có màu sặc sỡ nhằm thể hiện khả năng sinh tồn cũng như tìm kiếm thức ăn.
Tổ chức National Audubon Society có trụ sở tại Tucson, Arizona từng cho ra mắt một ấn bản tạp chí mang tên loài chim này.

## Tình trạng
Do sinh sống trong phạm vi rộng cùng số lượng loài lớn, dao động từ 5.000.000 đến 50.000.000 cá thể nên Pyrocephalus obscurus được Liên minh Bảo tồn Thiên nhiên Quốc tế xếp vào nhóm loài ít quan tâm. Tuy nhiên, số lượng cá thể của loài này đang giảm dần. Tính từ năm 1966 đến năm 2007, mỗi năm số lượng cá thể suy giảm trung bình 1,7%. Tính riêng ở tiểu bang Texas, Hoa Kỳ, tỉ lệ suy giảm dao động ở mức 2,6% mỗi năm. Loài chim này ngày càng trở nên hiếm gặp và có dấu hiệu di cư sang các khu vực mới như Florida và Oklahoma, bất chấp ở miền nam California, số lượng cá thể loài từng rất phong phú. Bên cạnh đó, quần thể loài ở Arizona đang gia tăng với tỉ lệ 2,2% mỗi năm. Ngoài ra, Pyrocephalus obscurus cũng dần thích nghi với cấu trúc xã hội loài người, biểu hiện rõ nét bằng việc chúng xây tổ ngày càng nhiều trong các công viên và sân golf. Tuy nhiên, điều này có thể dẫn đến quá tải khi mà sự hiện diện ngày càng nhiều của những cá thể Molothrus ater đã tạo ra sự cạnh tranh trong nguồn thức ăn giữa các cá thể chim non ở cả hai loài, đồng thời đặt tổ của Pyrocephalus obscurus vào tình trạng bị đe dọa cao hơn. Một mối lo ngại lớn khác là việc mất môi trường sống, đặc biệt tại các khu vực ven sông. Dọc theo Thung lũng hạ lưu sông Colorado, khi những thay đổi trong công tác quản lý nước cùng với nguồn đất ven sông, vốn là địa hạt sinh trưởng của loài cây bông bị tàn phá đã gián tiếp thu hẹp đi nơi sinh sản và tìm kiếm thức ăn của loài chim này.
Chim đớp ruồi San Cristóbal, loài đặc hữu của Quần đảo Galápagos, từng được coi là một phần của loài, đã tuyệt chủng vào khoảng những năm 1987 và 2012. Trong khi đó, chim đớp ruồi Darwin, cũng từng là một phần của loài, hiện đang là một loài sắp nguy cấp theo đánh giá của Liên minh Bảo tồn Thiên nhiên Quốc tế.